# 红帮裁缝

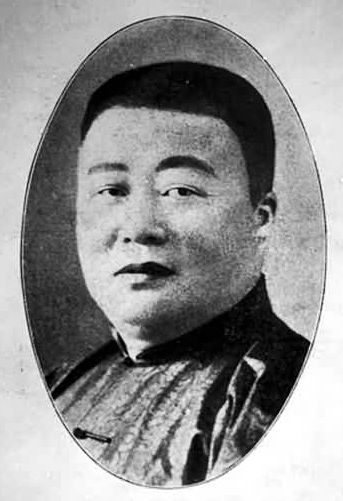
红帮裁缝的先驱王才运

红帮裁缝是清代和中华民国时期以浙江奉化和鄞县一批裁缝为代表的，缝制西装见长的宁波裁缝的总称，是宁波商帮的组成部分，曾经为孙中山缝制第一套中山装。

## 称呼来源
红帮裁缝原为奉帮裁缝，特指奉化籍裁缝，由于吴语上海话中“奉”与“红”同韵，又由于这批裁缝为“红毛人”（即西方人）服务，因此误传为红帮裁缝。

## 起源
相传，19世纪末，浙江宁波鄞县青年裁缝张尚义因为海难流落到日本横滨。不久，他借助修理横滨的俄国、荷兰人西服的机会，了解了西服的结构，绘制了西服的样板，并自己制成第一套西服。不久，凭借这一手艺和低廉的价格，张尚义在横滨拥有了自己的事业。张尚义获得成功后，追随张尚义到达日本的不少鄞县和奉化人都掌握了西服的缝制技术，并在上海形成了一个依靠缝制西装谋生的裁缝群体，日后称为红帮裁缝。

## 特色
红帮裁缝长期以来形成了一整套完整技艺和自身的特色。
红帮裁缝的学徒拜师需要师傅或者店主的亲戚担保，学习时需要苦练各种基本功以提高用针的速度和力度。在拜师期满后，还需要练就量、算、裁、缝等一系列技术。
红帮裁缝制作一套西服需要130多套工序，其中绝大多数的缝制需要手工进行。这些技术经过多年的概括，形成“四个功”、“九个势”和“十六字标准”。“四个功”指在裁减、手工缝制、缝纫机缝制和熨烫时应当注意的四个要领。“九个势”指西服的不同部位应当制作成的形状。“十六字标准”则指衣物穿着在人身上妥贴的标准，使得服装能够合身，还能够掩盖人身体的缺陷。

## 重要人物

### 江良通
江良通，浙江奉化人。早年曾前往日本学习西服缝制，1896年在上海静安寺路407号开设中国第一家西服店——和昌号西服店。

### 王才运
王才运，浙江奉化人。1910年与同乡合伙开办荣昌祥呢绒西服号。1911年，“荣昌祥”曾经为孙中山缝制第一套中山装。1916年，荣昌祥改由王才运独资。王才运重视技艺的传承。上海一批有影响的西服店从“荣昌祥”分立出去。

### 余元芳
余元芳，浙江奉化人。1949年从“荣昌祥”分离出的“王顺泰”西服店辞职创办“波纬”西服店，练就通过目测获得胸围、腰围数据的本领。1956年，“波纬”从上海迁至北京，后来更名为北京红都时装公司，多次为中华人民共和国国家领导人和外国使节缝制西装。

## 现状
目前，全世界红帮裁缝的传人大都已七八十岁，总人数不足100人，技艺面临失传的危险。浙江省已经将红帮裁缝列入国家级非物质文化遗产申报名录。